# On Fire (Stetsasonic)
On Fire è l'album di debutto del gruppo hip hop statunitense Stetsasonic. Pubblicato nel 1986, è distribuito dalla Tommy Boy Records. Nel 2001 l'album è ripubblicato dalla Tommy Boy.
| Recensione | Giudizio |
| ---------- | -------- |
| AllMusic   | [ 1 ]    |

## Tracce
1. 4 Ever My Beat – 5:21
2. My Rhyme – 4:57
3. Just Say Stet – 3:50
4. Faye – 3:56
5. 4 Ever My Mouth – 0:20
6. Rock De La Stet – 5:07
7. Go Stetsa I – 5:27
8. On Fire – 6:23
9. Bust That Groove – 5:30
10. Paul's Groove – 1:54
11. Ever My Beat (Beat Bongo Mix) – 5:29
12. Go Stetsa I (Remix) – 5:23
13. A.F.R.I.C.A. (Norman Cook Remix) – 4:00

Durata totale: 57:37

## Classifiche

### Classifiche settimanali
| Classifica (1987) | Posizione massima |
| ----------------- | ----------------- |
| US Black Albums   | 32                |